# Kenneth Kronholm
Kenneth Kronholm (Fort Belvoir, Virginia, Estados Unidos; 14 de octubre de 1985) es un exfutbolista estadounidense - alemán. Jugaba de guardameta.

## Trayectoria

### Chicago Fire
Luego de jugar durante toda su carrera en Alemania, el 7 de mayo de 2019 Kenneth fichó por el Chicago Fire de la Major League Soccer.
Anunció su retiro al término de la temporada 2021.

## Clubes
ref.
| Club                | País           | Año       |
| ------------------- | -------------- | --------- |
| VfL Wolfsburg II    | Alemania       | 2004-2005 |
| Carl Zeiss Jena     | Alemania       | 2005      |
| Wormatia Worms      | Alemania       | 2005-2006 |
| Fortuna Düsseldorf  | Alemania       | 2006-2007 |
| FSV Frankfurt       | Alemania       | 2007-2008 |
| Hansa Rostock II    | Alemania       | 2008-2009 |
| Eintracht Trier     | Alemania       | 2009-2010 |
| SV Waldhof Mannheim | Alemania       | 2010-2011 |
| Jahn Regensburg     | Alemania       | 2011      |
| VfR Mannheim        | Alemania       | 2011-2012 |
| SV Elversberg       | Alemania       | 2012-2014 |
| Holstein Kiel       | Alemania       | 2014-2019 |
| Chicago Fire        | Estados Unidos | 2019-2022 |